# 雙色樸麗魚
雙色樸麗魚，為輻鰭魚綱鱸形目隆頭魚亞目慈鯛科的其中一種，被IUCN列為易危保育類動物，分布於非洲維多利亞湖流域，棲息深度可達12公尺，體長可達15公分，棲息在沿岸藻類生長的淺水域，屬雜食性，以昆蟲、植物碎屑、蝸牛等為食，生活習性不明。

## 擴展閱讀
維基物種上的相關：雙色樸麗魚